# Richard Reeve Baxter
Richard Reeve Baxter (* 14. Februar 1921 in New York City; † 25. September 1980 in Boston) war ein amerikanischer Jurist, der insbesondere im Bereich des Völkerrechts tätig war. Er wirkte von 1959 bis 1979 als Professor an der Harvard University und anschließend bis zu seinem Tod als Richter am Internationalen Gerichtshof. Im Bereich des humanitären Völkerrechts und des internationalen Rechts zu Wasserstraßen sowie zum Verhältnis von Völkervertrags- und Völkergewohnheitsrecht galt er als einer der führenden Experten seiner Zeit.

## Leben
Richard Baxter wurde 1921 in New York City geboren und studierte Rechtswissenschaften an der Brown University, der Harvard University, der University of Cambridge sowie an der Georgetown University. Er erwarb 1942 einen B.A.-Abschluss an der Brown University und sechs Jahre später in Harvard einen Bachelor of Laws. Von 1942 bis 1954 diente er in der United States Army, während dieser Zeit wurde er unter anderem mit dem Bronze Star und dem Legion of Merit ausgezeichnet. Anschließend wirkte er von 1954 bis 1979 an der Harvard University, darunter ab 1959 als Professor und später als erster Inhaber des Manley-O.-Hudson-Lehrstuhls für internationales Recht, und war darüber hinaus als Rechtsberater des Außenministeriums, des Verteidigungsministeriums, des Naval War College und der Weltbank tätig. Von 1974 bis 1976 war er Präsident der Amerikanischen Gesellschaft für internationales Recht, für deren Fachzeitschrift American Journal of International Law er von 1970 bis 1978 als Chefredakteur fungierte.
Im Jahr 1978 wurde er zum Richter am Internationalen Gerichtshof (IGH) in Den Haag gewählt. Die amerikanischen Mitglieder des Ständigen Schiedshofs setzten sich zuvor mit seiner Nominierung über die Haltung der amerikanischen Regierung hinweg, die einen anderen Kandidaten unterstützt hatte. Seine turnusgemäß neunjährige Amtszeit begann im Februar 1979, er verstarb jedoch bereits im September des folgenden Jahres in Boston. Zu den Entscheidungen des Gerichts, an denen er in dieser Zeit beteiligt war, zählte das im Mai 1980 verkündete Urteil im Fall United States of America v. Iran, in dem der IGH in der Frage der Behandlung von amerikanischen Diplomaten im Iran während der Geiselnahme von Teheran mit großer Mehrheit zugunsten der USA entschied. Zum Nachfolger von Baxter für die verbleibende Dauer seiner Amtszeit wurde, den Traditionen des Gerichts folgend, sein Landsmann Stephen Myron Schwebel gewählt.

## Auszeichnungen und Erinnerung
Richard Baxter erhielt 1966 ein Guggenheim-Stipendium und 1981 postum die Manley-O.-Hudson-Medaille, die höchste Auszeichnung der Amerikanischen Gesellschaft für internationales Recht, die ihn darüber hinaus nach dem Ende seiner Präsidentschaft zum Ehrenvizepräsidenten ernannte. Darüber hinaus wurde er 1970 in die American Academy of Arts and Sciences gewählt und 1977 in das Institut de Droit international aufgenommen. Nach ihm benannt sind der Richard-Reeve-Baxter-Award, der von der juristischen Fakultät der Pennsylvania State University an Studenten im Bereich des internationalen Rechts verliehen wird, sowie der im Rahmen des Philip C. Jessup Moot Courts vergebene Richard-R.-Baxter-Memorial-Award.

## Werke (Auswahl)
- Documents on the St. Lawrence Seaway. A Selection of Documents. London 1960 und New York 1961
- The Law of International Waterways. With Particular Regard to Interoceanic Canals. Cambridge, Mass. und London 1964
- The Panama Canal: Background Papers and Proceedings. New York 1965 (als Mitautor)
- The Law of International Drainage Basins. New York 1967 (als Mitautor)